# 정성보
정성보(1995년 3월 20일 ~ )는 대한민국의 가수다. 2020년 싱글 앨범 [춘하추동 하나]로 데뷔했다.

## 방송
- 노래에 반하다 (2019)
- 너의 목소리가 보여 8 (2021) - 장혁 편 최후의 3팀
- 브이에스 (2023) - Top10

## 음반
- 춘하추동 하나 (2020)
- 춘하추동 둘 (2021)
- 기억으로 (2021)
- 초대형 노래방 서바이벌 VS EPISODE 1 (2023)
- 초대형 노래방 서바이벌 VS EPISODE 2 (2023)
- 초대형 노래방 서바이벌 VS SEMI FINAL (2023)